# Silnice II/338
Silnice II/338 je silnice II. třídy v trase: odpojení severovýchodním směrem od silnice II/339 mezi obcemi Vrbka a Třebětín (asi 1 kilometr severně od Vrbky) Hostkovice – Dobrovítov – Zbýšov – Šebestěnice – Březí – Štrampouch – Žáky – Čáslav – mimoúrovňové napojení na silnici I/38 na východním okraji Čáslavi – odpojení od silnice I/17 – Druhanice – Žehušice – Borek – Horušice – napojení na silnici I/2 (mezi obcemi Bernardov a Zdechovice).
V Čáslavi, na křižovatce ulic Na Bělišti, Tylova a Za Rybníkem (kterou přichází), se silnice II/338 napojuje na silnici II/339 resp. silnici II/337: tyto dvě silnice se spojují cca 850 předtím na západním okraji Čáslavi. Silnice II/337, II/338 a II/339 potom vedou společně asi 300 metrů Tylovou ulicí. Na kruhovém objezdu se silnice II/339 odpojuje severním směrem (ulice Pražská), vede přes Čáslav a na severozápadním okraji města (Na Kalabousku) se po cca 3 kilometrech napojuje na silnici I/38. Silnice II/337 a II/338 vedou dále přes Čáslav (ulicemi Masarykova a Chrudimská) a na východním okraji Čáslavi se mimoúrovňovou křižovatkou napojují na silnici I/38. Od této mimoúrovňové křižovatky je hlavní silnice z Čáslavi směr Heřmanův Městec a Chrudim značena jako silnice I/17, až po cca 1,3 kilometru se z této silnice I. třídy odpojuje severním směrem pokračování silnice II/338 (za železničním přejezdem, v lokalitě Koudelov), vede přes výše uvedené obce v severovýchodní části okresu Kutná Hora a končí napojením na silnici I/2.
Silnice II/338 zajišťuje propojení Ledče nad Sázavou (tato trasa vede nejprve asi 7 kilometrů po silnici II/339) a výše uvedených obcí okresu Kutná Hora s Čáslaví. Dále zajišťuje napojení na silnice I. třídy I/38, I/17 a I/2. Celková délka silnice (včetně společných úseků s jinými silnicemi I. a II. třídy) je přibližně 36,8 kilometru.

## Vodstvo na trase
V Hostkovicích vede přes Olešenský potok, ve Zbýšově vede po hrázi Zbýšovského rybníka, který se rozkládá východně od silnice, z hráze rybníka vytéká Klejnárka, v Šebestěnicích se bezprostředně u silnice (východním směrem) rozkládá rybník, kterým současně protéká Šebestěnický potok, v Čáslavi od křižovatky ulic Žacká a Za Rybníkem po napojení na silnici II/339 vede podél Podměstského rybníka, který leží východně od silnice. Z tohoto rybníka vytéká Brslenka. Krátce před odpojením od silnice I/17 překračuje Koudelovský potok. Poté, co se Koudelovský potok vlévá do Brslenky, vede tato říčka v délce asi 2,5 km prakticky rovnoběžně se silnici (západním směrem), k největšímu přiblížení dochází za odbočkou na Chotusice, kde v délce asi 400 metrů říčka teče téměř vedle silnice, poté se od silnice vzdaluje. V Žehušicích (v Zámecké ulici) silnice II/338 vede nejprve přes Mlýnský potok, po zhruba 200 metrech přes řeku Doubravu. Asi 200 metrech za obcí Borek vede přes potok Čertovka.

## Fotogalerie

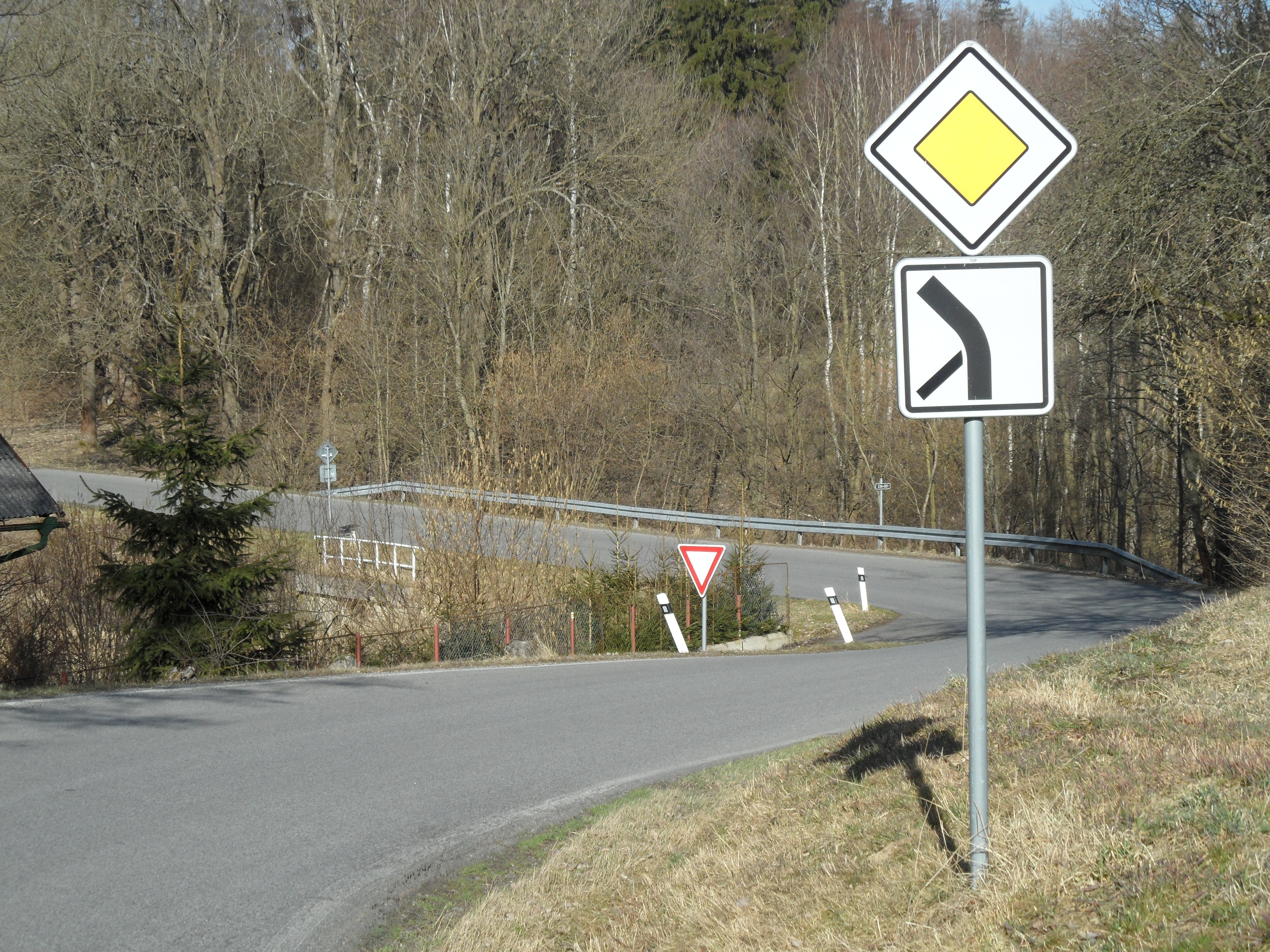
Serpetiny v obci Hostkovice
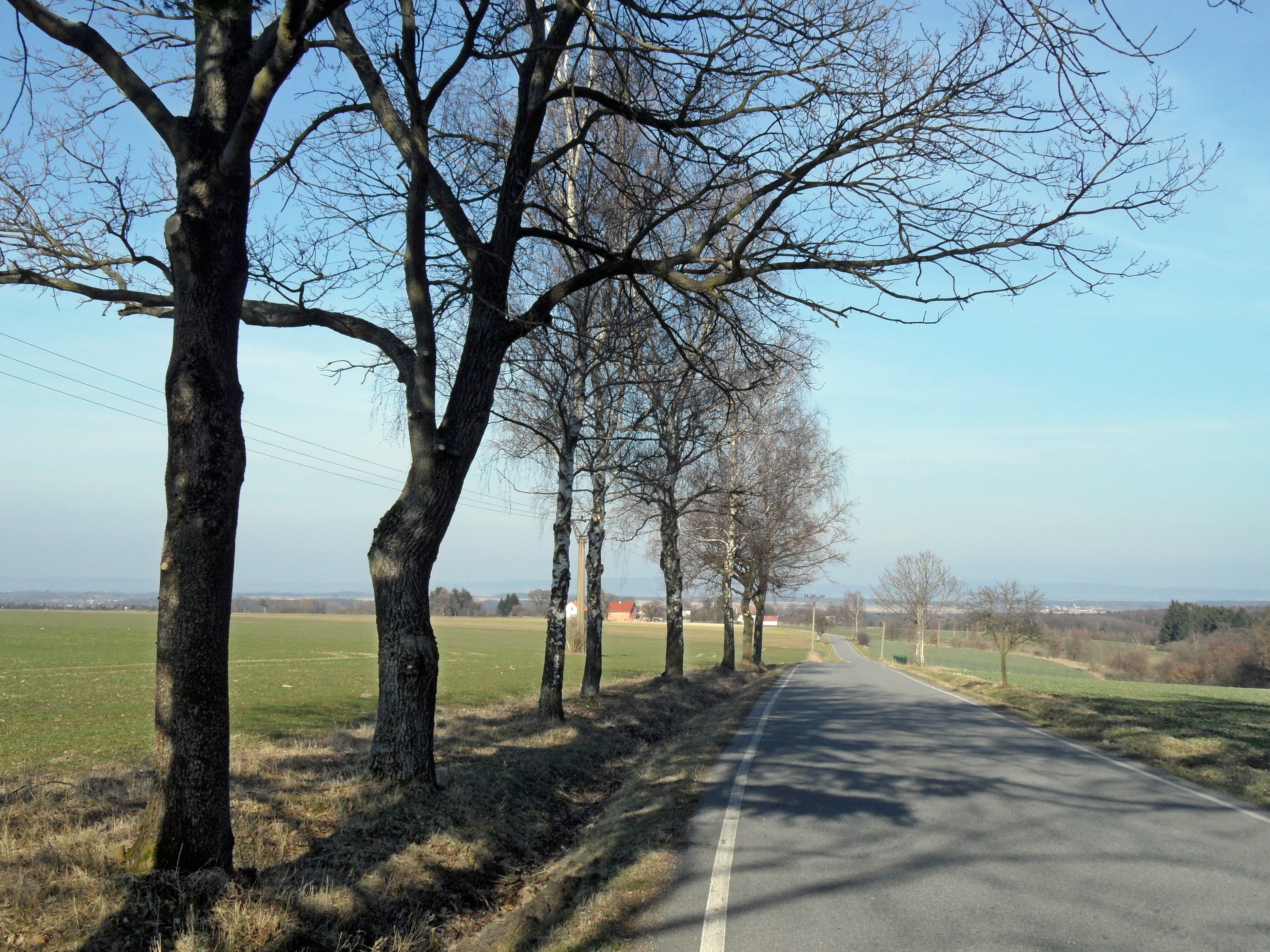
Nad obcí Dobrovítov
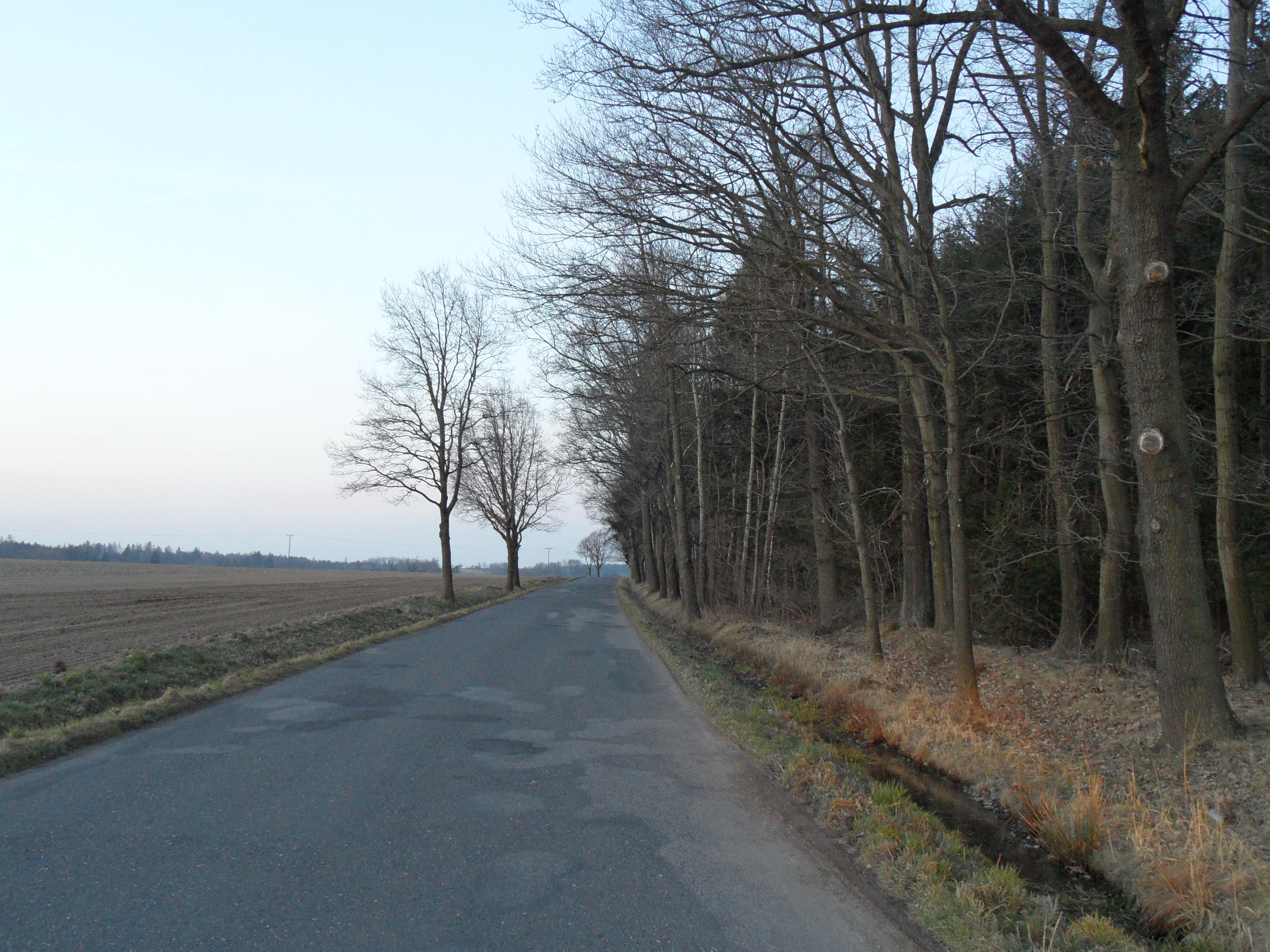
U obce Zbýšov